# Elfriede Jelinek
{{Infobox writer 
| name = Elfriede Jelinek
| awards = {{Awd|[[Giải Nobel Văn học]|2004}}
| image = Elfriede jelinek 2004 small.jpg
| caption = Elfriede Jelinek in 2004 
| pseudonym =
| birth_name =
| birth_date = 20 tháng 10, 1946 
| birth_place = Mürzzuschlag, Styria, Áo
| occupation = 
| nationality = Áo
| years active = 1963-nay
| period =
| genre = 
| subject =
| movement =
| notableworks = Die Kinder der Toten, The Piano Teacher 
| influences =
| influenced =
| website = 
| signature = Elfriede Jelinek signature.svg
}}
Elfriede Jelinek (sinh ngày 20 tháng 10 năm 1946) là một nữ nhà văn, nhà viết kịch Áo đã đoạt giải Roswitha năm 1978, giải Georg Büchner năm 1998, giải Franz Kafka 2004 và giải Nobel Văn học năm 2004.

## Tiểu sử
Elfried Jelinek sinh ở Mürzzuschlag, Styria, Áo. Bố là người Séc gốc Do Thái, trong những năm Chiến tranh thế giới thứ hai là nhà hóa học làm việc trong một nhà máy có tầm quan trong chiến lược của quân đội Đức nên không bị thủ tiêu. Mẹ là một tín đồ Thiên Chúa giáo người România gốc Đức, xuất thân trong một gia đình quý tộc ở Viên. Jelinek lớn lên tại Wien, nơi bà được học đàn organ và sáng tác nhạc tại Nhạc viện Wien. Sau khi tốt nghiệp trung học năm 1964, bà học lịch sử nghệ thuật và nghệ thuật sân khấu tại Đại học Wien.
Năm 1967 Jelinek in tập thơ đầu tay Lisas Schatten (Cái bóng của Lisa). Bà tham gia tích cực vào phong trào đấu tranh sinh viên ở châu Âu trong thập niên 1970 và những năm 1974-1991 là đảng viên Đảng Cộng sản Áo. Năm 1974, Wenn die sonne sinkt, ist für manche schon büroschluß (Khi mặt trời lặn là lúc đóng cửa hàng) của bà được tuyên bố là vở kịch thành công nhất trong năm tại Áo. Cùng năm, bà kết hôn với nhạc sĩ người Đức Gottfried Hüngsberg và từ đó sống khi ở Wien, khi ở Đức. Tiểu thuyết Die Liebhaberinnen (Những cô người tình, 1975) và Die Ausgesperrten (Những kẻ bị cấm cửa, 1980) được bạn đọc Đức hoan nghênh.

Bìa cuốn Cô gái chơi dương cầm, tiếng Nga

Tính dục nữ và các xung đột phái tính là chủ đề lớn xuyên suốt sự nghiệp sáng tác của Elfriede Jelinek. Năm 1983 Jelinek xuất bản tiểu thuyết đỉnh cao của mình Die Klavierspielerin (Cô gái chơi dương cầm), viết về cô giáo dạy dương cầm Erika Kohut nghiêm trang, mắc bệnh bạo dâm, trong cuộc tìm kiếm bản thể và vật lộn để tự kiểm soát mình. Tác phẩm đã được đạo diễn người Áo Michael Haneke dựng thành phim cùng tên rất nổi tiếng (đoạt 3 giải thưởng trong Liên hoan phim Cannes 2001). Chủ đề này được tiếp tục trong tiểu thuyết Lust (Ham muốn, 1989).
Tại Áo, thái độ của công chúng đối với Elfriede Jelinek khá phức tạp, đặc biệt sau vụ bê bối do hài kịch Burgtheater (Nhà hát Burg, 1984) của bà gây nên. Jelinek chỉ trích quyết liệt việc nước Áo từng dính líu với Đức quốc xã và sự nổi lên của chủ nghĩa cực đoan chính trị, gọi Áo là "quốc gia của bọn tội phạm" và mô tả nó như vương quốc của những người chết trong tiểu thuyết Die Kinder der Toten (Lũ trẻ chết chóc, 1995). Năm 1998, nhà cầm quyền Áo cấm trình diễn các vở kịch của Jelinek; năm 2000 bà đe dọa rời nước Áo và không cho phép trình diễn kịch của mình tại các nhà hát Áo. Mặc dù vậy, Elfriede Jelinek vẫn là một nhà văn có ảnh hưởng quan trọng trong nền văn học đương đại Áo và là tác giả viết tiếng Đức danh tiếng hàng đầu hiện nay.

Áp phích của phim Cô gái chơi dương cầm, tiếng Tây Ban Nha

Thời gian về sau, Elfriede Jelinek chuyển sang viết kịch nhiều hơn, thay lối độc thoại truyền thống bằng những độc thoại đa thanh không phân định rõ vai mà cho phép nhiều cấp độ khác nhau của tâm thức và lịch sử vang lên cùng một lúc. Những tác phẩm mới nhất của bà có thể kể đến tập kịch In den Alpen (Ở núi Alps, 2002), vở kịch Der Tod und das Mädchen (Cái chết và cô gái, 2003) và vở kịch chỉ trích kịch liệt cuộc chiến tại Iraq Bambiland (2003). Đến nay, Jelinek đã viết khoảng 30 tác phẩm gồm cả văn xuôi và kịch (gồm cả kịch bản phim). Ngoài ra bà còn là dịch giả, từng dịch tác phẩm của Thomas Pynchon, Georges Feydeau, Eugene Labiche, Christopher Marlowe. Tác phẩm của bà được dịch ra nhiều thứ tiếng. Bà nhận được gần 20 giải thưởng các loại (cả quốc gia và quốc tế). Đỉnh cao là giải Nobel Văn học năm 2004. Elfried Jelinek được trao giải vì những tác phẩm khắc họa một thế giới tàn nhẫn của bạo lực và quy phục, của kẻ đi săn và con mồi. Những tiểu thuyết và kịch của bà mang dòng chảy âm thanh và phản âm thanh đầy nhạc tính, với năng lực tu từ ngoại hạng đã phát lộ cái bất hợp lý của những khuôn mẫu sáo mòn cùng quyền uy chinh phục của chúng trong xã hội. Tiểu thuyết đỉnh cao của Elfriede Jelinek là Die Klavierspielerin.

## Tác phẩm
- Lisas Schatten (1967), thơ
- Wir sind Lockvögel, Baby! (Bé ơi, chúng ta là những con mồi!, 1970), tiểu thuyết
- Michael: ein Jugendbuch für die Infantile sellschaft (Michael: một cuốn sách trẻ con cho hội nhóc, 1972), tiểu thuyết
- Wenn die sonne sinkt, ist für manche schon büroschluß (Khi mặt trời lặn là lúc đóng cửa hàng, 1974), kịch
- Die Liebhaberinnen (Tình ơi là tình, 1975), tiểu thuyết
- Die Ausgesperrten (Những kẻ bị cấm cửa, 1980), tiểu thuyết
- Clara S (1982), kịch
- Die Klavierspielerin (Cô giáo dương cầm, 1983), tiểu thuyết
- Burgtheater (Nhà hát Burg, 1984), hài kịch
- Lust (Ham muốn, 1989), tiểu thuyết
- Totenauberg (1991), kịch
- Die Kinder der Toten (Con cái những người đã chết, 1995), tiểu thuyết
- Stecken, Stab, und Stangl (Chọc, gậy và que, 1996), kịch
- Gier (Sự thèm khát, 2000), tiểu thuyết
- In den Alpen (Ở núi Alps, 2002), tập kịch
- Bambiland (2003), kịch
- Der Tod und das Mädchen (Cái chết và cô gái, 2003) kịch
- Bên đường biên giới (2004), diễn từ nhận giải Nobel